# Clair du Dauphiné
Pour les articles homonymes, voir Saint Clair et Saint-Clair.
Saint Clair dit du Dauphiné, dit encore de Vienne, né vers 590 à Saint-Clair-du-Rhône (France) et mort en 660 à Vienne (France), est un religieux et prêtre catholique qui « laissa aux moines un exemple de perfection religieuse ».
Sa mémoire liturgique est célébrée le 1er janvier par le Martyrologe romain.

## Biographie
Clair est né dans le village Beauchamp (renommé par la suite Saint-Clair-du-Rhône en sa mémoire), vers 590[réf. nécessaire]. Il est tout d'abord élevé par sa mère (veuve), puis par les moines de Saint-Ferréol lorsque sa mère décide de se retirer au couvent cloîtré de Sainte-Blandine. 
Clair souhaite se consacrer à Dieu et décide d'entrer au monastère de Saint-Ferréol-Trente-Pas, un des plus importants monastère de son époque (celui-ci comptait alors quatre cents moines). 
Il s'y distingue de telle sorte que l'évêque Caldéolde, décide de le nomme abbé du monastère de Saint-Marcel (qui compte alors trente religieux) et aumonier du couvent de sainte-Blandine (celui là même où s'était retirée sa mère).
Selon la tradition chrétienne, il se distingue par un don prophétique et celui d'accomplir des guérisons miraculeuses.
Il meurt vers 660 et est enterré dans l'église sainte-Blandine, auprès des martyrs de Lyon. 
Ses reliques ont été principalement détruites pendant les Guerres de Religion de 1562 à 1598 en France.

## Dévotion et patronage
L'Église catholique célèbre saint Clair le 1er janvier. 
Au niveau local il est fêté le 2 janvier à Genève et en Savoie, et le 3 janvier par le diocèse de Grenoble (anciennement Dauphiné),.
Saint Clair est le patron des boisseliers, des verriers et des lunetiers.
Saint Clair est invoqué comme saint guérisseur pour les yeux. On l'invoque notamment pour la « protection des yeux et la guérison des affections oculaires ». De cette fonction découle le proverbe et expression « Saint Clair qui fait voir clair ».
Selon Arnold van Gennep, saint Clair est également le saint patron des tailleurs de pierre (« qui risquent sans cesse d'être aveuglés par des éclats et des poussières »).
Ses reliques étaient conservées et vénérées principalement à Lyon, mais aussi dans les paroisses savoyardes de Dingy-Saint-Clair, de Cons-Sainte-Colombe, d'Aix-les-Bains, de Saint-Simon, Les Échelles de Saint-Alban, de Bramans, et Yvoire, jusqu'à leur destruction pendant les guerres de Religion. 
Un pèlerinage contre les maux d'yeux avait lieu en la commune de Dingy-Saint-Clair, qui abritait une relique de Saint Clair, jusqu'à la destruction du prieuré (en partie pendant la Révolution française de 1789, à la confiscation et à la vente des bâtiments comme bien national et à un incendie).